# 布朗森·阿洛尤
布朗森·安東尼·阿洛尤（英語：Bronson Anthony Arroyo，1977年2月24日—），生於佛罗里达州的古巴裔家庭。他是美国职棒大联盟亞利桑那響尾蛇队的球员，在队中担任投手。他除了是一位右投手之外，还是一位摇滚歌星。阿洛尤最為人知的是它的高抬腿投球動作，曾经在2003年到2005年这3年裡效力于波士顿红袜队，2006年到2013年这8年裡效力于辛辛那提紅人队。他大联盟生涯第一支球队是匹兹堡海盗（2000年到2002年）。

## 职业生涯
布朗森·阿洛尤在他8年的职业生涯里取得了56胜60负的成绩。在这八年中，他投了982.2局，721次三振了对手，并带有4.22的自责分率。阿洛尤的快速球平均达到时速87-92英里。

## 2004年和世界大赛
在2004年7月24日，在对上纽约洋基时，由于一场误会，瓦瑞泰克为了保护当时的队友布朗森·阿洛尤 ，就把手套丢到了艾力士·罗德里奎兹脸上。这起事件也在当时招人话柄。
不过，這支由各種非主流球星的红袜，也在同一年夺得了相隔86年了的世界大赛冠军。

## 琐事
- 2003年8月10日，阿洛尤投出了3A联盟121年来的第4场完全比赛。他只用了101个球就完成了完封，而这其中的73球是好球，在这场比赛上阵的27名打者其中9个被三振，18个打出了接杀。
- 他的生涯第一支全垒打在2006年4月5日出现。当时他对上了芝加哥小熊。
- 2017年，在阿洛尤宣布退休後，波士頓環球報立刻以「最後一位蠢蛋」的標題，向這位幫助紅襪打破魔咒的功臣致敬。

## 音乐成就
阿洛尤在2005年发行了他的第一张专辑—Covering The Bases。这张专辑充满了现代摇滚的元素。